# Le Petit-Quevilly
Le Petit-Quevilly település Franciaországban, Seine-Maritime megyében. Lakosainak száma 21 935 fő (2022. január 1.). Le Petit-Quevilly Rouen, Le Grand-Quevilly és Sotteville-lès-Rouen községekkel határos. A településen található két első világháborús katonai temető.

## Népesség
A település népességének változása:
| Lakosok száma | 22 426 | 22 511 | 22 429 | 21 995 | 22 291 | 22 000 | 21 997 | 21 782 | 21 935 |
|               | 2013   | 2015   | 2016   | 2017   | 2018   | 2019   | 2020   | 2021   | 2022   |